# Salts als Jocs Europeus de 2015 – 3 metres trampolí sincronitzat femení
La prova de 3 metres trampolí sincronitzat es va disputar el dia 19 de juny al Bakú Aquatics Center.

## Resultats
En aquesta prova no va haver-hi classificatoris i directament es va celebrar la final a les 19:00 hora local (UTM +4).
| Posició | Saltadores                                   | País       | Puntuació |
| ------- | -------------------------------------------- | ---------- | --------- |
| 1       | Louisa Stawcynski Saskia Oettinghaus         | Alemanya   | 284.07    |
| 2       | Elena Chernykh Maria Polykova                | Rússia     | 276.90    |
| 3       | Diana Shelestyuk Marharita Dzhusova          | Ucraïna    | 264.87    |
| 4       | Krystina Sheshka Yuliya Bandzik              | Belarús    | 256.80    |
| 5       | Dominika Bak Kaja Skrzek                     | Polònia    | 237.69    |
| 6       | Laura Anna Granelli Malvina Catalano Gonzaga | Itàlia     | 235.50    |
| 7       | Vivian Barth Madeline Coquoz                 | Suïssa     | 235.38    |
| 8       | Maja Boric Lorena Tomiek                     | Croàcia    | 228.15    |
| 9       | Millie Fowler Millie Haffety                 | Regne Unit | 216.45    |
| 10      | Hannah Lena Rott Michelle Steudenherz        | Àustria    | 215.55    |